# يحيى بن هذيل
يحيى بن هذيل أديب وشاعر وفقيه ومحدث ولغوي أندلسي، غلب عليه الشعر، فكان من أبرز شعراء قرطبة في عصره.
ولد أبي بكر يحيى بن هذيل بن عبد الملك بن هذيل بن إسماعيل بن نويرة التميمي، عام 305 هـ
رحل إلى المشرق فزار مصر وبغداد ومكة وسمع من أحمد بن خالد ومحمد بن عبد الملك بن أيمن وقاسم بن أصبغ ولابن هذيل ديوان شعر نظم فيه شعر الوصف والغزل والمديح والهجاء، ويعد يوسف بن هارون الرمادي أشهر تلامذة ابن هذيل من الشعراء.
طال عمر ابن هذيل حتى كفّ بصره، وتوفي في 13 ذي القعدة 389 هـ.